# Gruppo 1

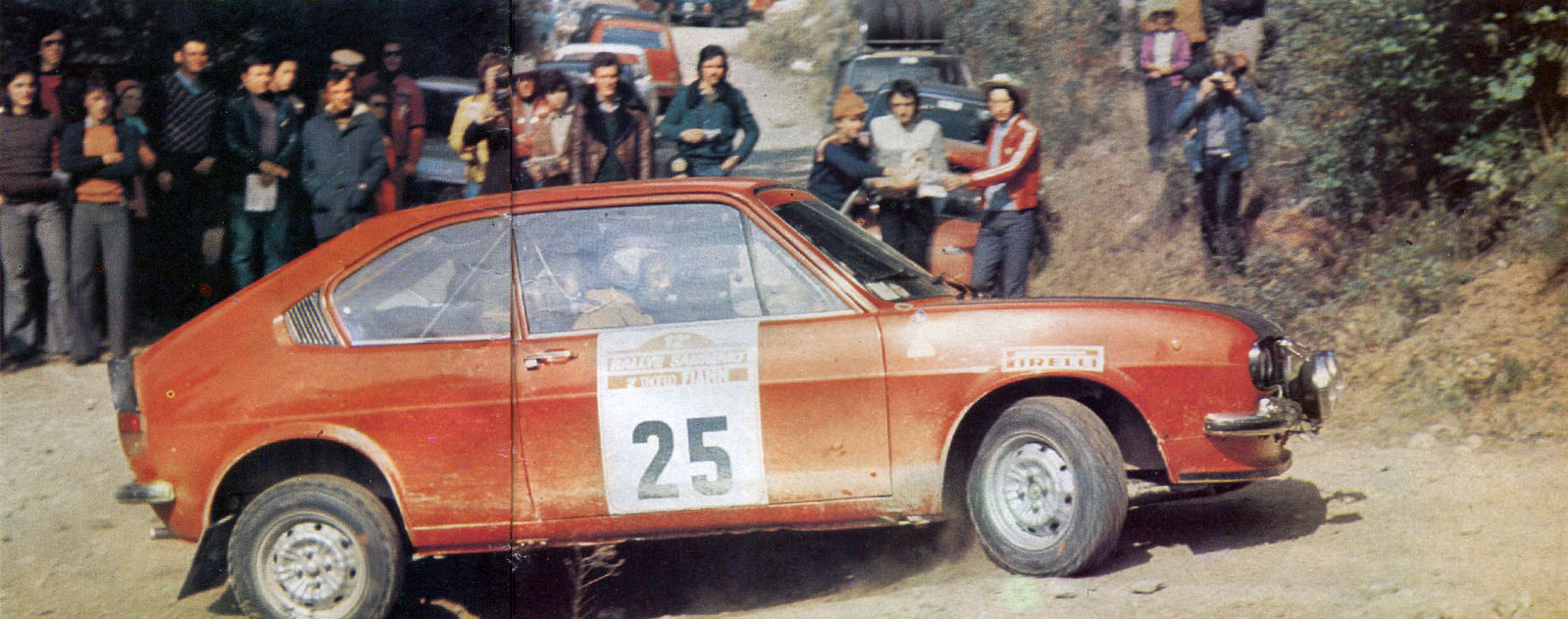
L'Alfasud TI Gruppo 1 di Alfa Romeo nel 1974 al Rally di Sanremo

Il Gruppo 1 era una classificazione della FIA per le auto da turismo, da corsa e da rally. Nel 1982 è stato sostituito dal Gruppo N.

## Prima definizione
La Federazione Internazionale dell'Automobile lo definisce così nell'Allegato J del 1961 al Codice Sportivo Internazionale:
Art. 257 - Group 1Series Production Touring Cars: Definition
()

## Requisiti di produzione
Nel 1969 la FIA ha formato un Codice Sportivo Internazionale per tutte le vetture sportive chiamato Appendice J (sotto numeri riguardanti la produzione di auto per essere ammessi nei gruppi).

### Gruppi
- Gruppo 1: produzione in serie vetture turismo (5.000)
- Gruppo 2: Vetture turismo (1000)
- Gruppo 3: auto gran turismo (500)
- Gruppo 4: le auto sportive (25)
- Gruppo 5: Touring Cars speciale
- Gruppo 6: prototipo di auto-sports